# Cocytius caricae
Cocytius caricae är en fjärilsart som beskrevs av Müll. 1774. Cocytius caricae ingår i släktet Cocytius och familjen svärmare. Inga underarter finns listade i Catalogue of Life.